# Уйгурские субэтносы
Уйгурские субэтносы или юрты (уйг. ﻳﯘﺭﺗﻼﺭ / юртлар / yurtlar‎) — исторически сложившиеся субэтносы (этнографические группы) уйгуров, имеющие отличные друг от друга обычаи (уйг. ﺋﯘﺭﭖ-ﺋﺎﺩﺍﺕ / урп-адат‎), традиционную одежду, говор или диалект, а также иногда антропологический тип, музыкальную традицию и этническое происхождение.

## История формирования
Исторически  современный уйгурский этнос складывался в сложных географических условиях  пустыни Такла-Макан (уйг.«заброшенное, покинутое место»), где проживание человека было возможно только в редких и отдаленных друг от друга оазисах, зачастую становившимися отдельными городами-государствами, со своими традициями государственности, религией, и этническим происхождением.

## Юрты, современные субэтносы уйгуров
Современный уйгурский этнос состоит из порядка двух десятков субэтносов, многие малочисленные юрты были недавно ассимилированы более крупными (ардюбун, хурасан). 
| - турфанцы (уйг. турпанлиқләр) - кашгарцы (уйг. қәшқәрлиқләр) - комульцы (уйг. қумуллуқлар) - хотанцы (уйг. хотәнликләр) | - аксуйцы (уйг. ақсулуқлар) - яркендцы (уйг. яркәндликләр) - доланы (уйг. доланлар) - лобнорцы (уйг. лопнурлуқләр) | - чугучакцы (уйг. чөчәкликләр) - учтурфанцы (уйг. учтурпанлиқләр) - кульджинцы (уйг. ғулҗилиқлар) - атушцы (уйг. атушлуқлар) | - кучарцы (уйг. кучарликлар) - корлинцы (уйг. корлалиқләр) - мачины (уйг. мачинләр) - полурцы (уйг. полурлуқлар) |  | - абдалы (уйг. абдаллар) |  |

## Языковые отличия
В современном уйгурском языке существуют три диалекта и десяток говоров, на отдельных диалектах говорят хотанцы хотанский или южный диалект, лобнорцы — лобнорский или восточный диалект. Также некоторые лингвисты иногда в отдельный диалект выделяют говор абдал (уйг. абдаллар). Все другие субэтносы уйгуров разговаривают на различных говорах северо-западного или центрального диалекта, кашгарцы на кашгарском говоре, турфанцы на турфанском, кульджинцы на илийском, атушцы на атушском, центральный диалект лег в основу современного уйгурского литературного языка.

## Внешние антропологические отличия
Южные субэтносы (кашгарцы, хотанцы, атушцы, яркендцы) в большинстве относятся к европеоидной расе памиро-ферганскому типу, лобнорцы, турфанцы и кумульцы монголоидные и смешанного типа, кульджинцы, аксуйцы и кучарцы смешанного типа.
Антропологические различия уйгурских субэтносов объясняется, тем что исторически северные регионы более часто контактировали с монголоидными народами, в отличие от южных. Из южных уйгуров ярко выраженную монголоидность присуща малочисленному субэтносу пулурцев, что связано с тибетским происхождением этой группы уйгуров, а также доланам и катаганам, проживающим южнее Кашгара и ведущим своё происхождение от монгольских племён.

## Галерея

Кульджинец
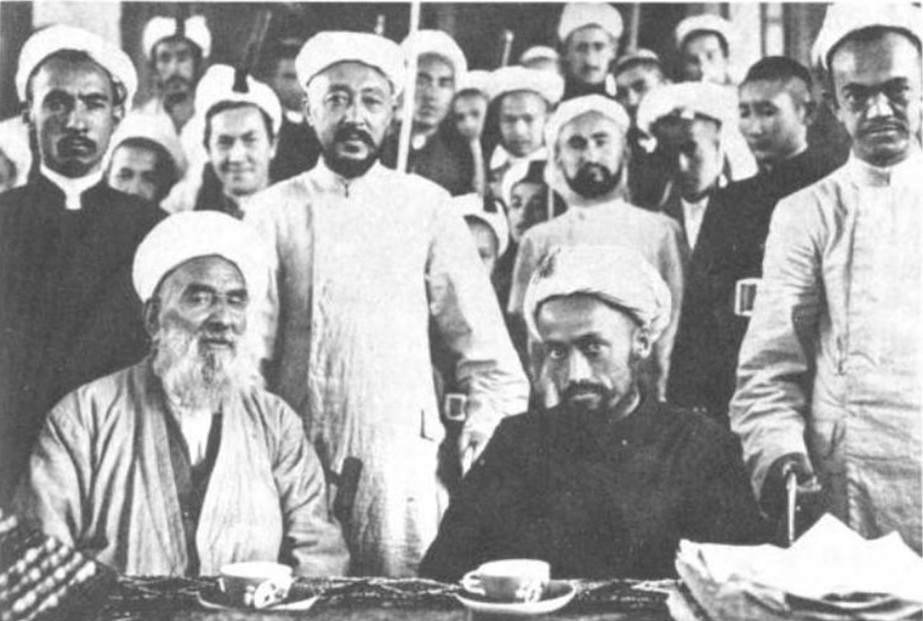
Хотанцы
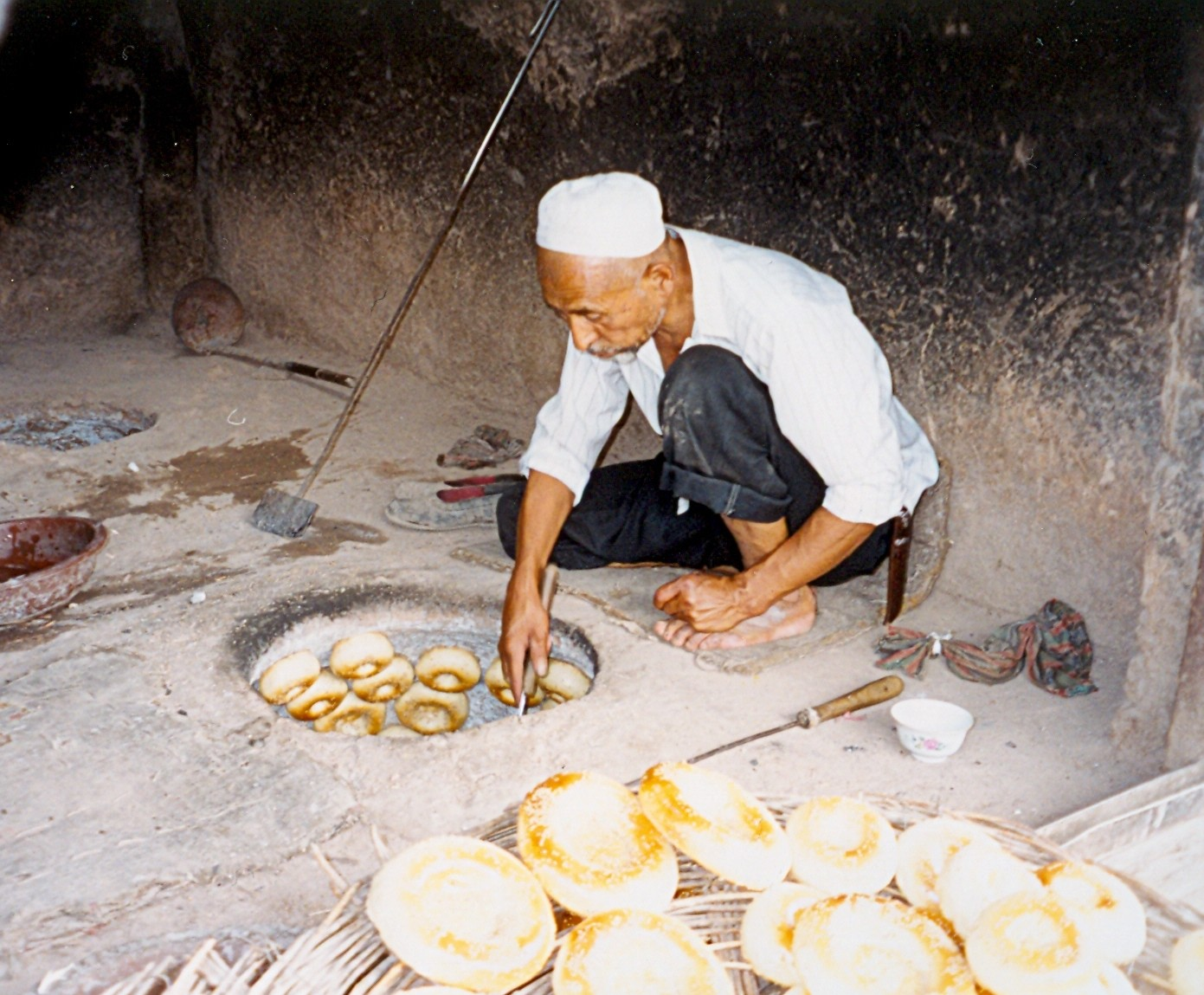
Кашгарец
Атушец
Кумулец